# Josua Eisenstadt
Josua Eisenstadt, född 1855, död 1918, var en rysk-judisk författare.
Eisenstadt var en av sionismens pionjärer, från 1887 bosatt i Palestina. Han var under pseudonymen Barsillaj en flitig medarbetare i olika hebreiska tidskrifter.